# Meelfabriek

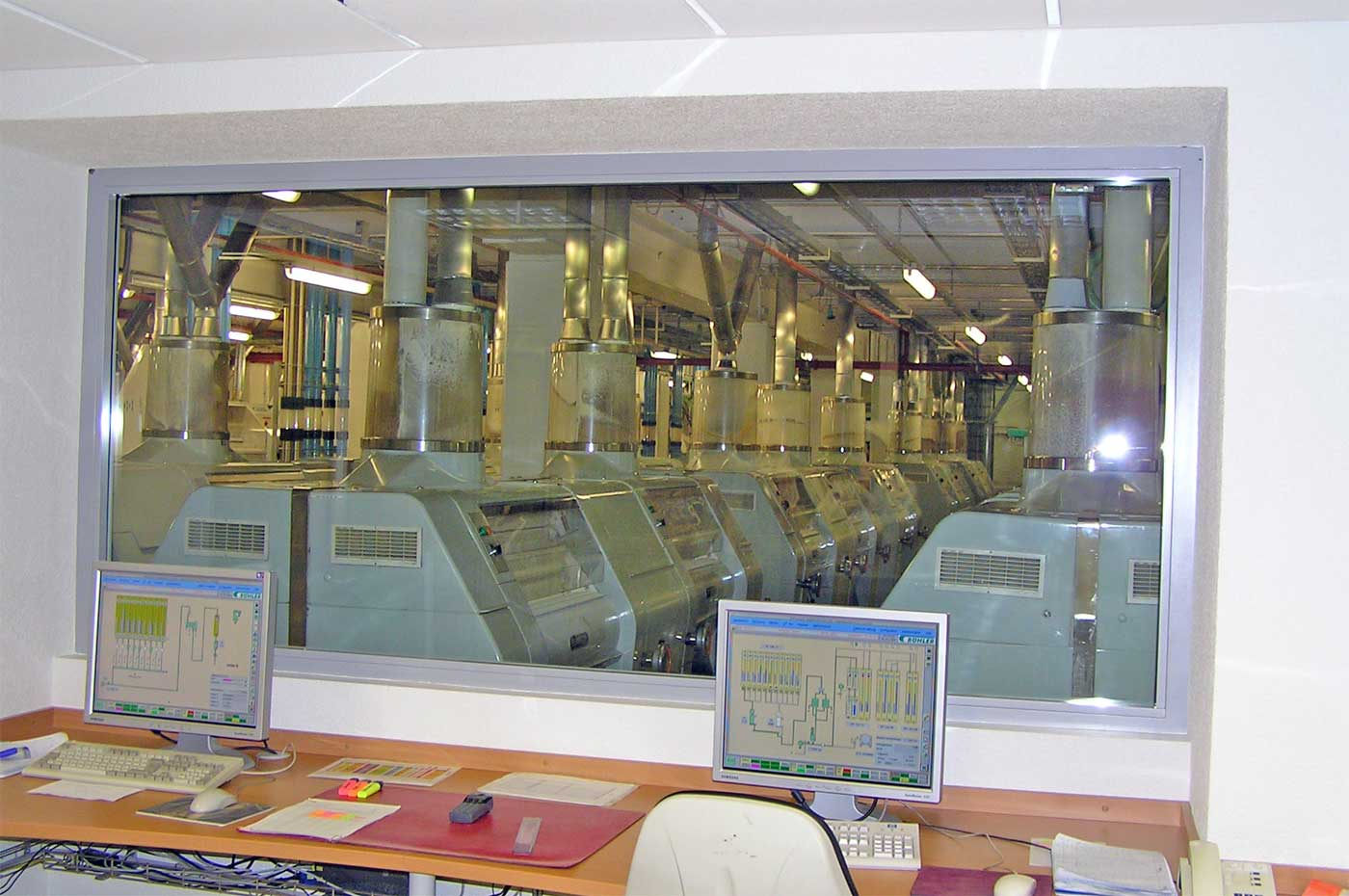
Computergestuurde meelfabriek

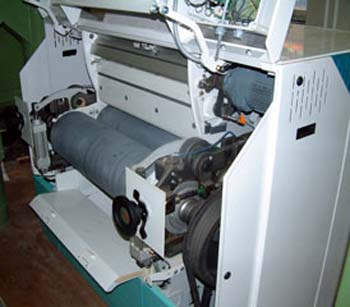
Walsinrichting

Een meelfabriek is een fabriek waar, met behulp van machines, graan wordt vermalen tot meel, op industriële schaal. Feitelijk is de meelfabriek de industriële opvolger van de korenmolen. Een tussenvorm was de installatie van een stoommachine, elektromotor, gasmotor of een soortgelijke aandrijving in de windmolen. Een meelfabriek werd in de begintijd wel een vuurmolen genoemd, daar de aanwezige stoommachine ontzag inboezemde. Ook de benaming stoomkorenmolen kwam voor.
Meelfabrieken ontstonden vanuit molenaars, bakkerijen en als projecten van industriëlen. In een meelfabriek geschiedt het malen niet met molenstenen, maar door middel van walsen. Het graan wordt door zes achter elkaar staande walsenstoelen gemalen tot meel. De walsen van de eerste walsenstoel hebben het diepste profiel, dat steeds minder diep wordt bij de volgende walsenstoelen. De walsen van de laatste walsenstoel zijn bijna glad. De bloem uit de eerste walsenstoel heeft de hoogste kwaliteit. Bij het verder uitmalen worden steeds meer zemeldelen zo fijn vermalen dat ze in de bloem terechtkomen. In Duitsland en Italië worden de verschillende bloemkwaliteiten ook apart verkocht. Zo is Farino 00 de hoogste Italiaanse kwaliteitsaanduiding en Type 405 de hoogste Duitse kwaliteitsaanduiding. Verder zijn in een meelfabriek zeefinrichtingen en silo's aanwezig. Aan- en afvoer geschiedt gewoonlijk per schip respectievelijk vrachtauto, waartoe ook allerlei laad- en losinrichtingen en verpakkingsinrichtingen onderdeel van de fabriek uitmaken. Meestal bezit een meelfabriek een kade met loskranen.
Door concentratie in steeds grotere eenheden zijn tal van oorspronkelijke meelfabrieken weer gesloten. Enkele zijn als monument geklasseerd en hebben een nieuwe functie gekregen.

## Meelfabrieken in Nederland
In eerste instantie werd graan (of bijvoorbeeld boekweit) vermalen met handmolens, rosmolens of windmolens. In de loop van de 19e eeuw werd bij de windmolen steeds vaker een stoommachine of gasmotor geplaatst, in eerste instantie om ook te kunnen malen als er geen wind stond. Een dergelijke mechanische maalderij werkte aanvankelijk nog op ambachtelijke wijze, met een steenkoppel.
De eerste zogeheten stoomkorenmolen verscheen vermoedelijk in 1828 te Amsterdam, in het bedrijf van Lodewijk Catillon.:81 De omwonenden vreesden echter het springen der stoom ketel, de dikke wolken der kolendamp en nog veel meer onheil. De windmolenaars vreesden concurrentie. De vergunning werd niettemin verleend, maar de stoomkorenmolen was geen lang leven beschoren. Gebrek aan kennis van stoomkracht bij de molenaar, en een gebrekkige stoommachine waren daar debet aan. Ook diende de stoomkorenmolenaar een hogere productie te realiseren om uit de kosten te komen, wat in de praktijk niet altijd realistisch was.
Omstreeks 1850 waren er omstreeks 1800 maalinrichtingen op windkracht, 200 op waterkracht, 1300 rosmolens, 400 handmolens en een 30-tal door stoom aangedreven inrichtingen.:72
Eén van de bekende vroege combinaties van stoom en windkracht stond aan de wieg van het voedingsmiddelenconcern Noury & van der Lande. Dit bedrijf kocht in 1838 onder meer windmolen "De Hoop" te Deventer. In 1848 werd een stoommachine aangeschaft en werd de windmolen onderdeel van een fabriek die werd gezien als een olij-lijnmeel & cementmolen en tevens als een tarwe-meel fabriek. De fabriek bleef tot 1868 in bedrijf en werd toen door brand verwoest. De windmolen werd verkocht en verplaatst naar Diepenveen. De eerste rijstpellerij op stoom verscheen in 1861 in de Zaanstreek.
Vooral in de 2e helft van de 19e eeuw werden stoommachines vooral geïnstalleerd om te kunnen malen bij windstilte. Ook de komst van obstakels in de omgeving van een windmolen kon de keuze voor stoomkracht bevorderen. De meeste bureaucratische belemmeringen werden in 1856 afgeschaft, mede om over goedkoper brood te kunnen beschikken.
Wetenschappelijk-technisch onderzoek naar betere maalmethoden, zowel op het gebied van malen als zeven (builen) vond vooral in het buitenland plaats. Vanaf omstreeks 1822 werden grote meelfabrieken in onder meer Pruisen gebouwd, gericht onder meer op de export van meel. De wet tot afschaffing van den accijns op het gemaal werd op 13 juli 1855 aangenomen en trad in 1856 in werking. Hiermee werden bureaucratische hindernissen voor de bouw van meelfabrieken uit de weg geruimd.
Het was Samuel Sarphati op wiens initiatief in 1856 te Amsterdam de NV Maatschappij voor Meel- en Broodfabrieken werd opgericht. Doel was om de armere mensen van goedkoop brood te voorzien. Het betrof aanvankelijk de oprichting van een broodfabriek waar, dankzij de nieuwe wet, een meelfabriek aan vooraf zou gaan. Ook in 1856 werd de Utrechtse watermolen De Korenschoof voorzien van een stoommachine en een industriële maalinrichting. Dit bedrijf was gericht op export naar toenmalig Nederlands-Indië. Spoedig verrezen ook meel- en broodfabrieken in Den Haag (1861), Delft (1866), Leiden (1866), Haarlem en Rotterdam.:93 Het merendeel van deze fabrieken had ten doel om armere mensen van goedkoop en goed brood te voorzien. Het malen geschiedde aanvankelijk nog met steenkoppels en de meel- en broodfabrieken beschikten slechts over hooguit enkele tientallen arbeiders.
Omstreeks 1880 was er sprake van een graancrisis. Ruime invoer van goedkoop graan, maar ook goedkoop meel, bleek fnuikend voor de kleinere meelfabrieken waarvan er 56 sloten tussen 1880 en 1900. In 1900 waren er nog 26 fabrieken in werking, waaronder de grotere. Dit leidde tot schaalvergroting waar de kleinschaliger windkorenmolens (ongeveer 1900 in getal) weinig problemen van ondervonden daar zij kleinere hoeveelheden ten behoeve van kleinere ondernemers, zoals bakkers, afleverden.
In het buitenland was men al overgegaan op nieuwe maaltechnieken, namelijk door middel van walsen. Dit vereiste echter een regelmatige aandrijving die niet meer geleverd kon worden door windkracht.:101 Malen door middel van walsen wordt hoogmaalderij genoemd, dit in tegenstelling tot de vlakmaalderij door middel van steenkoppels. De hoogmaalderij geschiedt door middel van meerdere stappen, die in opeenvolgende walsenstoelen (koppels van twee walsen) gerealiseerd worden. In de eerste stap wordt de tarwekorrel van de zemel ontdaan, de volgende stappen -tot wel een twintigtal toe- zijn voor steeds fijnere malingen. Tussen de maalstappen wordt gezeefd door middel van plansifters.
De Walsenmolen te Sas van Gent ontstond in 1867. Omstreeks hetzelfde jaar kreeg Koopmans Koninklijke Meelfabrieken een industrieel karakter.
De meelfabriek te Leiden werd gesticht in 1884. De Meneba richtte in 1915 een coöperatieve meelfabriek op; in 1914 kwam te Rotterdam de Meelfabriek "De Maas" in productie.
Deze en de andere in de 20e eeuw gestichte meelfabrieken werken alle met walsen. 